# Ari Vatanen

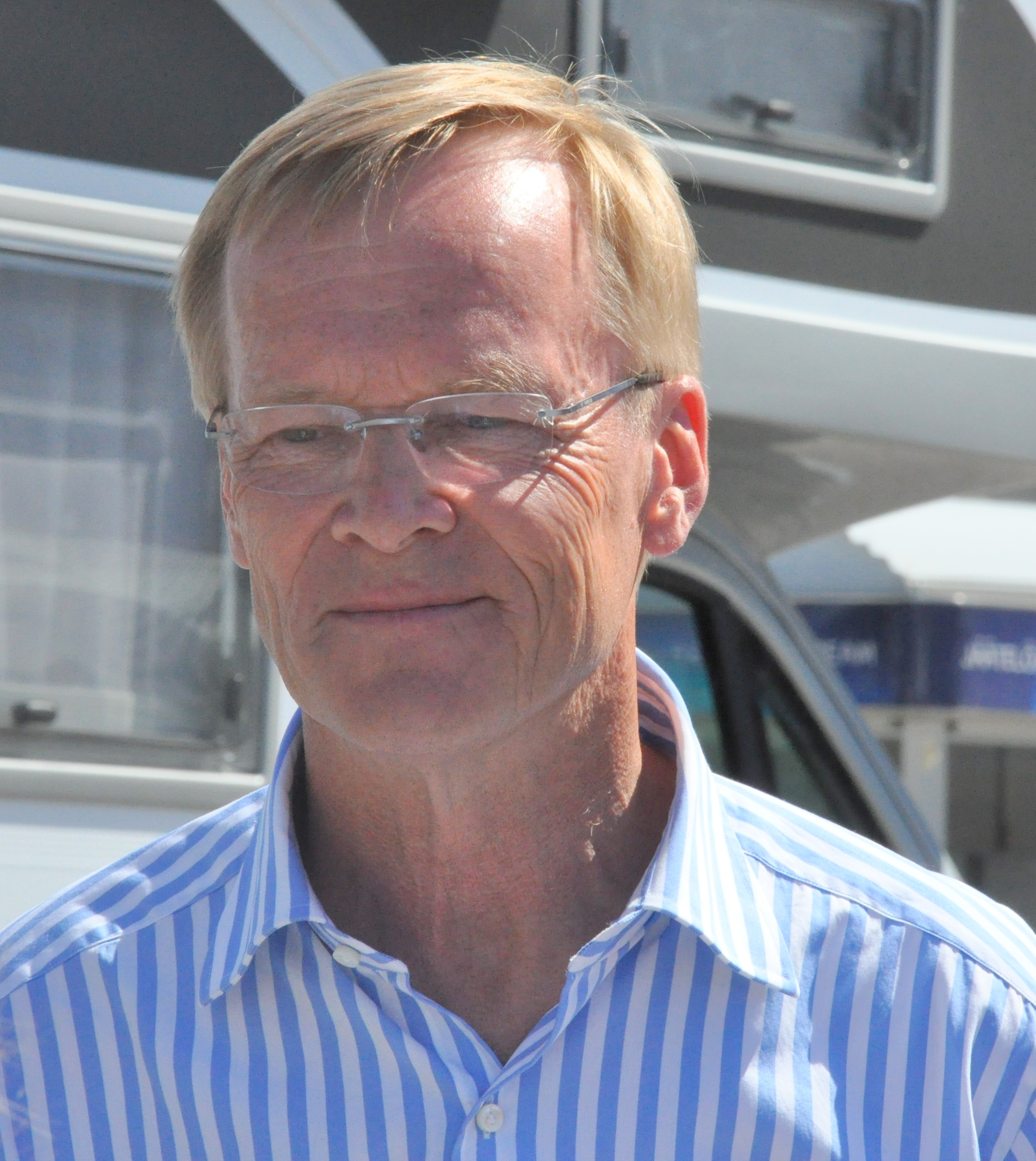

Ari Pieti Uolevi Vatanen (n. 27 aprilie 1952, Tuupovaara) este un pilot de raliuri finlandez, politician și membru al Parlamentului European.
A debutat în raliuri profesionale în 1970, și a devenit Campion Mondial de Raliuri în 1981 cu echipa Ford, la volanul unui Escort RS1800. A câștigat Raliul Paris-Dakar de trei ori cu Peugeot, în 1987, 1989 și 1990, și cu Citroën în 1991. 
Din 1979 până la sfârșitul lui 1981, co-pilotul lui Vatanen a fost David Richards, care avea să devină președintele companiei Prodrive, una dintre echipele de scuuces din Campionatul Mondial de Raliuri în anii 1990 împreună cu constructorul Subaru. 
În urma mai multori ani petrecuți în cadrul echipelor de raliuri franceze, Vatanen s-a stabilit în anul 1993 în sudul Franței lângă Aix-en-Provence unde a cumpărat o fermă și un domeniu viticol. A devenit interesat de politică iar în 1999 a fost ales ca membru al Parlamentului European 1999-2004 din partea Finlandei de pe listele partidului conservator finlandez Coaliția Naționale, în cuida faptului că a continuat să locuiască în Franța. Principalele domenii de interes în această sesiune au fost taxarea auto, politicile de trafic, ajutoarele de dezvoltare și politica agriculturală. În 2004 a fost reales, de data aceasta ca membru al Parlamentului European  din partea Franței de pe listele partidului conservator francez Uniunea pentru o Mișcare Populară. 
În ciuda implicării active în politică Vatanen nu a renunțat complet la competițiile sportive, participând la ediția 2003 a Raliului Paris-Dakar cu echipa Nissan, raliu în care a terminat pe locul 7. A continuat colaborarea cu Nissan și în anii 2004 și 2005, iar în 2007 a avut o nouă tentativă împreună cu echipa Volkswagen, dar s-a retras în etapa a 7-a. 